# Guadalquivir (película documental)
Guadalquivir es un largometraje documental español, de naturaleza y del 2013 dirigido por el cineasta y naturalista Joaquín Gutiérrez Acha, sobre la pequeña fauna que vive en las orillas del recorrido del río Guadalquivir. 
Fue producido por José María Morales y Wanda Visión con la participación de TVE . 

## Sinopsis
Con la voz de Estrella Morente, el documental muestra el recorrido hecho por un zorro por el caudal del río Guadalquivir, que une los espacios naturales de la Sierra de Cazorla, Sierra Morena y Doñana. Este animal, adaptado al medio cambiante de carnívoro a herbívoro cuando le hace falta, sigue el caudal del río hacia el sur.

## Argumento
Más que un río, el Guadalquivir es el cauce que une tres de los espacios naturales más importantes de España: Cazorla, Sierra Morena y Doñana. Esta película nos muestra la vida al paso de la corriente, los paisajes de estos tres grandes espacios en las diferentes épocas del año. Comienza en otoño en las Sierras de Cazorla y Segura, donde nace el gran río y el agua, más que fluir, se despeña por los riscos y cortados de piedra; son las tierras del águila real, el ciervo y la cabra montés.Siguen las laderas suaves y ásperas de Sierra Morena en invierno, los paisajes de las grullas, el buitre negro y el lince ibérico. El viaje aguas abajo concluye en Doñana, en primavera y verano, allí donde una barrera de dunas retiene al río antes de disolverse en el mar, las aguas se desbordan en las marismas y la biodiversidad alcanza los máximos niveles de toda Europa.En esta película las imágenes y los sonidos de la naturaleza se combinan para ofrecer una experiencia sensorial, una inmersión en el medio natural a través de los sentidos.

## Críticas
"Precioso film (...) no pasaría de ser un documental más sobre animales y paisajes sino fuera por el hilo conductor que lo domina (...) Puntuación: ★★★★ (sobre 5)"
Nuria Vidal: Fotogramas

"Momentos de belleza entrelazados con la crueldad de la vida. De todas maneras se agradecería un poco menos de lirismo (...) Puntuación: ★★★ (sobre 5)"
Salvador Llopart: Diario La Vanguardia

## Nominaciones y premios
Ganó la Medalla del CEC al mejor documental  y fue nominada al Goya a la mejor película documental.